# Општина Биказу Ардељан (Њамц)
Биказу Ардељан (рум. Bicazu Ardelean) општина је у Румунији у округу Њамц.
Oпштина се налази на надморској висини од 868 m.